# Burzum (альбом)
Burzum — дебютний студійний альбом норвезького блек-метал-гурту Burzum. Був записаний у січні 1992 року та випущений у березні того ж року на лейблі Deathlike Silence Productions, що належав гітаристу Mayhem Євронімусу.

## Список композицій
Автор музики і слів Варґ Вікернес. 
| 1 сторона (Side Hate) | 1 сторона (Side Hate)                                                              | 1 сторона (Side Hate) |
| #                     | Назва                                                                              | Тривалість            |
| --------------------- | ---------------------------------------------------------------------------------- | --------------------- |
| 1.                    | «Feeble Screams from Forests Unknown»                                              | 7:28                  |
| 2.                    | «Ea, Lord of the Depths» (у деяких виданнях зустрічається "Ea, Lord of the Deeps") | 4:52                  |
| 3.                    | «Black Spell of Destruction»                                                       | 5:39                  |
| 4.                    | «Channeling the Power of Souls into a New God»                                     | 3:27                  |

| 2 сторона (Side Winter) | 2 сторона (Side Winter)       | 2 сторона (Side Winter) |
| #                       | Назва                         | Тривалість              |
| ----------------------- | ----------------------------- | ----------------------- |
| 5.                      | «War»                         | 2:30                    |
| 6.                      | «The Crying Orc»              | 0:58                    |
| 7.                      | «A Lost Forgotten Sad Spirit» | 9:11                    |
| 8.                      | «My Journey to the Stars»     | 8:10                    |
| 9.                      | «Dungeons of Darkness»        | 4:50                    |

## Учасники запису
- Count Grishnackh — вокал, ритм- та соло-гітара, бас-гітара, ударні, синтезатор, продюсинг;
- Euronymous — гітарне соло у «War», гонг у «Dungeons of Darkness», продюсинг;

Виготовлення
- Pytten (Ейрик Гуннвін) — звук, мастеринг, продюсинг;
- Jannicke Wiise-Hansen — художнє оформлення альбому.

## Перевидання
1995 року Burzum було перевидано на лейблі Misanthropy Records, як Burzum / Aske. До альбому, як бонус, увійшли композиції з міні-альбому Aske.
2010 року було перезаписано шість композицій з альбому, які увійшли до збірки From the Depths of Darkness.

## Цікаві факти
- Євронімус зробив помилку під час виготовлення списку композицій та надрукував «Ea, Lord Of The Deeps» замість «Ea, Lord Of The Depths». Крім того, у тексті пісні «Feeble Screams From Forests Unknown» він написав «The Hopeless Soul Keeps Waiting» замість «The Hopeless Soul Keeps Mating», а в «My Journey To The Stars» (у першому рядку) «I materialize…» замість «I immaterialize…».
- Варґ Вікернес згадував, що обкладинка альбому була створена під впливом одного зі сценаріїв настільної рольової гри Dungeons & Dragons («The Temple of Elemental Evil»)[1].